# ناحیه گاردن، شهرستان پولک، مینه سوتا
ناحیه گاردن (به انگلیسی: Garden Township) یک منطقهٔ مسکونی در ایالات متحده آمریکا است که در شهرستان پولک، مینه‌سوتا واقع شده‌است.
 ناحیه گاردن ۹۲٫۳ کیلومتر مربع مساحت و ۲۲۷ نفر جمعیت دارد و ۳۶۵ متر بالاتر از سطح دریا واقع شده‌است.